# Koning & Koning
Koning & Koning is een kinderboek geschreven en geïllustreerd door Linda de Haan en Stern Nijland, uitgegeven door uitgeverij Gottmer in 2000.
 
Het prentenboek, dat over een prins gaat die met een andere prins trouwt, is vooral bekend door het oproer dat het homoseksuele thema teweegbracht in de Verenigde Staten, waar ongeveer 15.000 exemplaren verkocht werden. Het boek werd vertaald in het Fries (2000), Deens (2000), Duits (2000), Engels (2002), Spaans (2004), Catalaans (2004), Pools (2010) en Tsjechisch (2013).
Het vervolg, "King & King & Family", werd in het Engels uitgegeven in 2004.

## Samenvatting
Onder druk van zijn moeder de koningin, zoekt de kroonprins naar een geschikte prinses om te trouwen en de regering over te nemen. De prins vindt de prinsessen die zijn moeder voordraagt maar niets (een mooie mollige uit Oostenrijk, een dunnetje uit Texas, een grappige uit Groenland, een elegante uit Bombay), maar wordt halsoverkop verliefd op de broer van Prinses Madelief; Prins Heerlijk. De twee prinsen treden in het huwelijk en leven nog lang en gelukkig.

### Verenigde Staten
In maart 2002 dienden ouders in Wilmington, North Carolina een klacht in bij de bibliotheek van hun lagere school. Het boek werd vervolgens alleen uitgeleend aan kinderen met de toestemming van hun ouders. In een openbare bibliotheek in Shelby County (Indiana) werd het boek weggehaald van de afdeling voor 8 tot 12-jarigen. Een moeder in Florida (New York) eiste dat het boek verwijderd werd uit een openbare bibliotheek "omdat het een in deze Staat illegale daad bevordert". Er werd besloten het boek te laten staan.

#### Rechtszaak Lexington (Massachusetts)
In 2006 klaagden Robert en Robin Wirthlin en David en Tonia Parker hun lagere school Estabrook Elementary School in Lexington (Massachusetts) aan, op de grond dat het voorlezen van het boek seksuele voorlichting betrof waarvoor zij geen toestemming hadden gegeven. Op CNN verklaarde Robin Wirthlin onder meer dat homoseksuele thema's niet geschikt waren voor zevenjarigen en dat hij het oneens was met de representatie van homoseksualiteit in het boek als "wonderful, and good and the way things should be". De rechter wees de zaak af en oordeelde dat "diversity is a hallmark of our nation".

### Engeland
In maart 2007 werd Koning & Koning in het scholenproject 'No Outsiders' gebruikt in Engeland. De religieuze groepering Christian Voice verklaarde dat het hele project propaganda was om lagereschoolkinderen open te stellen voor homoseksualiteit en noemde het 'kindermishandeling'.

## Vervolg
Naar aanleiding van de rellen in de Verenigde Staten werd het geplande vervolg op Koning & Koning versneld uitgegeven. In 2004 werd het onder de titel King & King & Family uitgegeven door Tricycle Press in Californië. In dit boek gaan de prinsen op huwelijksreis naar de jungle en op thuiskomst vinden ze een meisje in hun koffer dat ze terstond adopteren. De Nederlandse uitgeverij van De Haan en Nijland toonde geen interesse in het vervolg.

## Voetnoten
1. ↑  ISBN 90-257-3273-9
2. ↑  (nl) Pluizuit Archief
3. ↑  (nl) Website Koning & Koning. Gearchiveerd op 8 juni 2023.
4. 1 2  (en) Uitgeverij Random House. Gearchiveerd op 8 november 2012.
5. ↑  (nl) En de prins die trouwde met prins Heerlijk - Volkskrant Archief
6. ↑  (en) The King's Queendom - New York Times
7. ↑  (en) CNN Transcripts
8. ↑  (en) Lawsuit filed by Parkers, Wirthlins dismissed - Lexington Minuteman
9. ↑  (en) Same-sex teaching upheld - The Boston Globe
10. ↑  (nl) Gay Fairtyales anger British religious groups - Reuters. Gearchiveerd op 26 januari 2021.
11. ↑  (nl) Geen Buitenstaanders, homofilie als besmettelijke ziekte - Volkskrant Blog
12. ↑  ISBN 1-58246-113-9
13. ↑  (nl) Een onschuldig sprookje over een prins en een prins die van elkaar houden leidde in de VS tot een rel - Trouw Krantenarchief